# Fluxbuntu

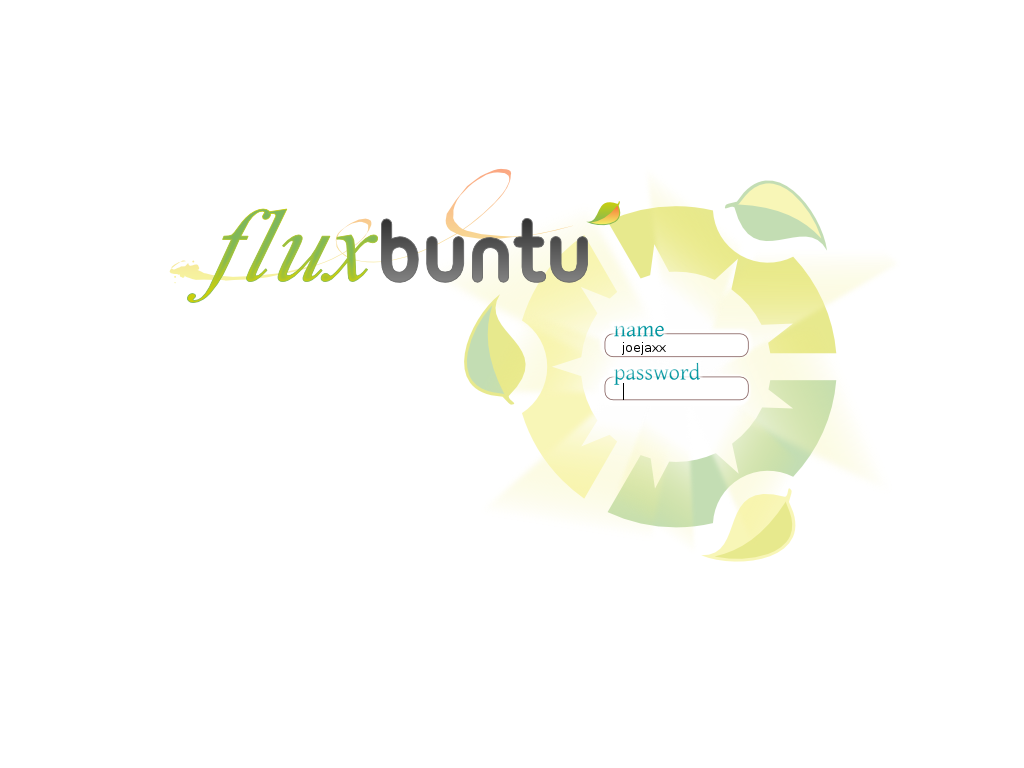
Fluxbuntu 7.10 ログイン画面

Fluxbuntu（フラックスブントゥ）はUbuntuベースのLinuxディストリビューションである。Ubuntuはデスクトップ環境としてGNOMEを、KubuntuはKDEを、XubuntuはXfceをそれぞれ使用するが、これらのデスクトップ環境はメモリやリソースをかなり消費する。Fluxbuntuはミニマリズムとフル機能の両方を追求してデザインされている。

## 標準パッケージ
ウィンドウマネージャにFluxboxを採用。また、軽量化のためにUbuntuから数多くのパッケージを削除している。
Ubuntuの標準パッケージのうち、より軽量な代替パッケージに置き換えられているものに次のソフトウェアがある。
AbiWordとGnumeric
オフィススイートであるOpenOffice.orgの置き換え
風博士
ウェブブラウザであるMozilla Firefoxの置き換え
Claws Mail
電子メールクライアントであるEvolutionの置き換え